# Power Rangers: Operațiunea Peste Limite
Power Rangers: Operațiunea Peste Limite este un serial despre 4 tineri chemați de Andrew Hartford (Rod Lousich) să le dea niște transformatoare pentru a deveni gardieni. Aceștea nu credeau că așa ceva e posibil și au vrut să plece, dar deodată le-a apărut în față Cavalerul de Strajă, care le-a spus ca Andrew spune numai adevărul. Transformatoarele începură sa bipăie ceea ce semnaliza raul. Toți plecară la luptă, chiar și fiul lui Andrew Mack (James Macluran) tatăl său îi spuse că nu trebuia s-o facă pentru că era în pericol. Tatălui său ii căzură un transformator pe care îl luase și se transformase în gardian. Cei 4 gardieni sunt: gardianul galben Rony (Caitlyn Murphy), gardianul negru Will (Samuell Benta), gardianul roz Rose (Rhonda Montemeyer) și gardianul albastru Dax (Gareth Yuen). Aceștia sunt ajutați în lupte de majordomul Spencer (David Weatherley) care le trimite echipament. A fost difuzat in Romania începând cu luna octombrie 2008.

## Inceput de serial
Este vorba de cinci adolescenti (de fapt sase) care se hotarasc sa fie recrutati la salvarea lumii.Mack, Ronny, Dax, Rose, Will si Tyzonn sunt eroii nostri Power Rangers.

## Date despre serial

### Început de serial
În casa domnului Andrew Hartford se afla conacul Power rangers (la subsol de 45 m) locul gardienilor adica locul unde ei s-au transformat în Power rangers.
În Romania, la Jetix sunt 2 serii de Power Rangers și anume: Power Rangers Forța Mistică și Power Rangers Operațiunea peste limite.

### Rangerii
- Mackenzie Mack Hartford - este rangerul roșu original. El nu a fost lăsat de tatăl său să devină rangerul roșu fiindcă nu e pregătit și pe lângă asta s-a descoperit că era și android nu un om până la urmă el a devenit ranger.

- Veronica Ronny Robinson - este rangerul galben original.

- Dax Lo - este rangerul albastru original.

- William Will Aston - este rangerul negru original.

- Rose Ortiz - este rangerul roz original.

- Tyzonn - este rangerul mercur original.=== Aliații ===

Cavalerul de strajă-robotul care a găsit primul coroana Aurora și pentru că Moltor și Flurios voiau sa fure coroana aceasta i-a blestemat și Cavalerul de Straja a avut grija de coroană, aruncand diamantele.
- Bridge (S.P.D.) - nu are nici o putere speciala dar stapaneste 2 pistoale foarte puternice,

- Adam (Mighty Morphin) - este foarte deștept drept pentru care el a adus la viata un robot.  Thor este zeul tunetului care vine pe Pământ pentru a-i da un ciocan.

- Xander (Mystic Force) - este genul egoist care se crede perfect el poate controla pământul și plantele simbolul său este minotaurul.

- Andrew Hartford - este tatăl lui Mack coordonatorul rangerilor și cel ce le spune în misiuni ce trebuie să facă.

- Spencer - este majordomul lui Andrew el oferă rangerilor echipamentele necesare pentru misiuni.

- Norg - este ucenicul lui Flurius.

- Alpha - este robotul îi ajută pe gardieni sa-și recupereze puterile.

### Eroii negativi
- Fear Cats - sunt niște pisici care îi trag pe sfoara de multe ori pe dușmanii săi, Kamdor, Miratrix, Flurius si Moltor.

- Flurius și Moltor - sunt cei doi frați care se urăsc.

- Miatrix și Camdor - sunt o echipa care a reușit să recupereze un diamant prețios al coroanei.

- Trax - este cel care i-a unit pe toți dușmanii echipei Power Rangers.